# USエアー405便墜落事故
USエアー405便墜落事故（USエアー405びんついらくじこ）は、1992年3月22日にニューヨーク州ニューヨーク市（ラガーディア空港）発オハイオ州クリーブランド行きの国内定期旅客便USエアー405便が悪天候の中、離陸直後にニューヨーク市クイーンズ区のフラッシング湾に墜落した航空事故である。

## 事故当日のUSエアー405便

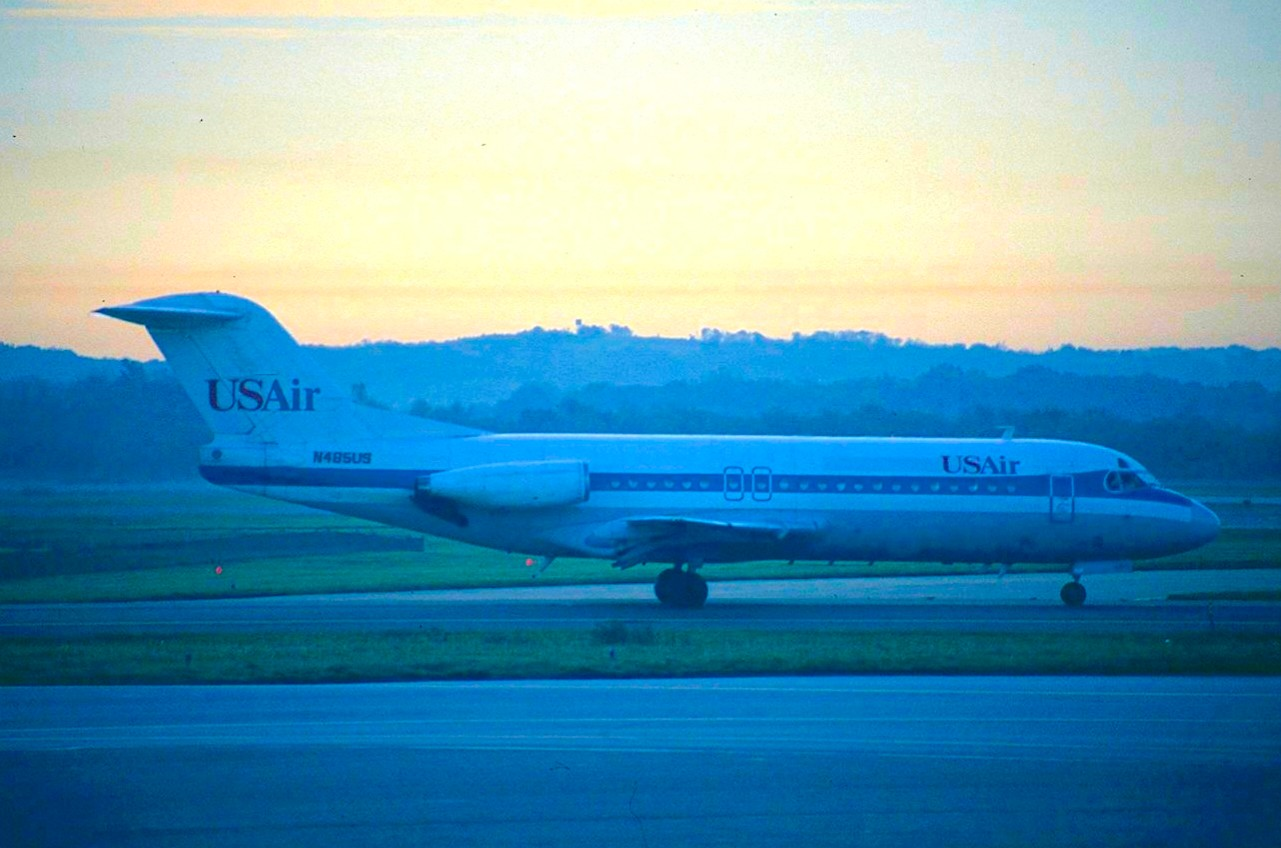
1990年10月に撮影された事故機

- 使用機材：フォッカー F28-4000（機体記号：N485US、1986年製造）[3]
- 乗務員：4名
  - 機長：44歳 男性
  - 副操縦士：30歳 男性
  - 客室乗務員：2名
  - 乗客：47名

## 概要

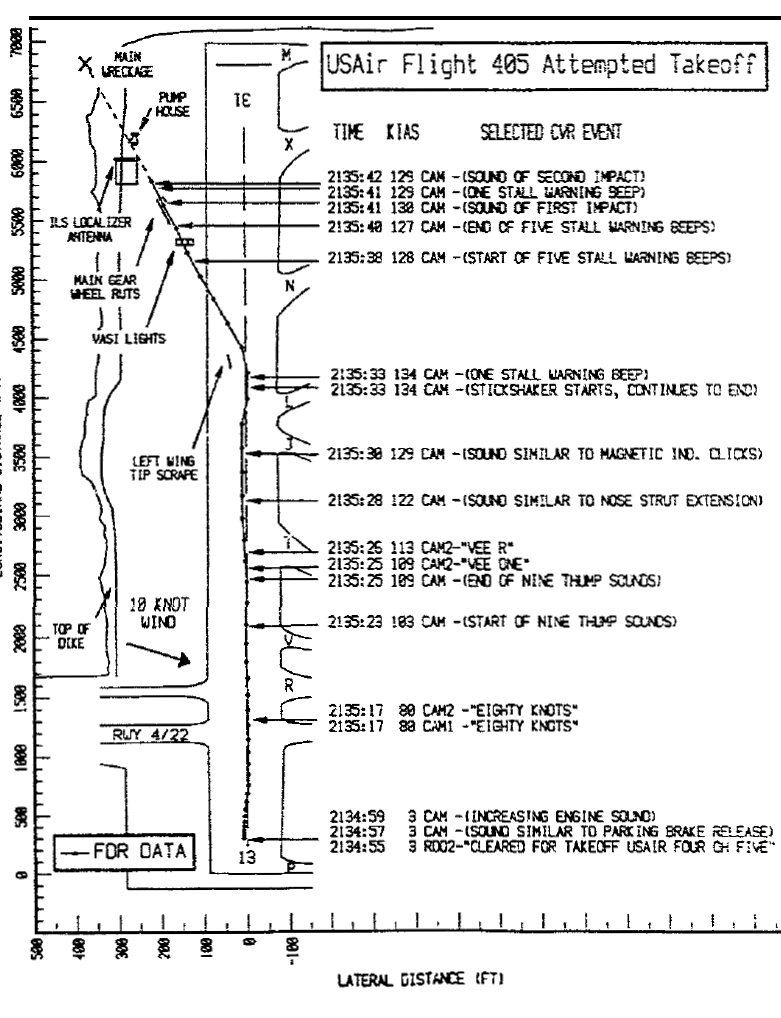
405便の飛行経路

1992年3月22日、現地時間午後10時頃（東部標準時、UTC-5）、USエアー405便はラガーディア空港から離陸直後に海に墜落した。
乗客・乗員51名の中で、機長・客室乗務員1名を含む27名が死亡した。

## 事故原因

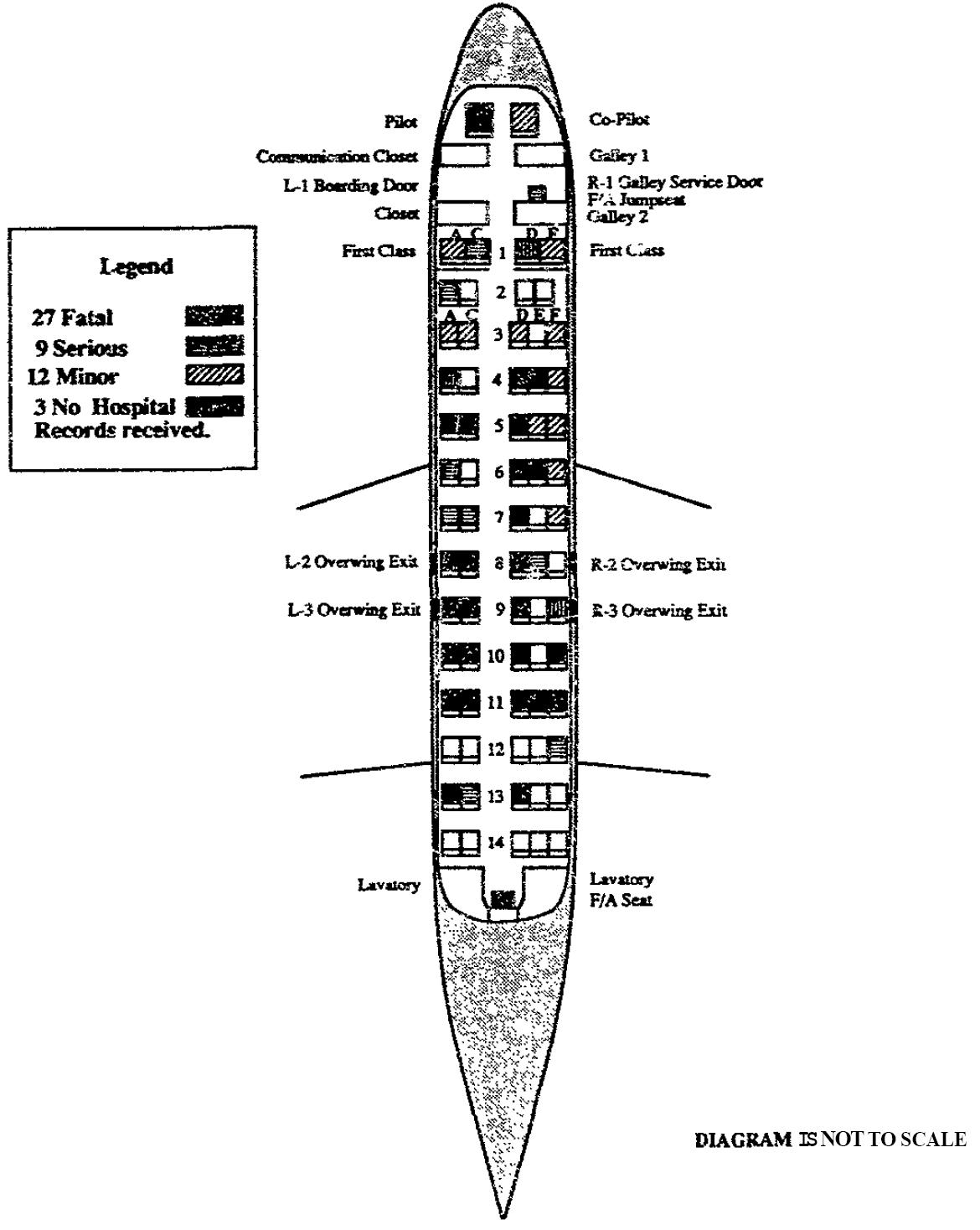
405便の座席表

事故の原因は主翼への着氷である。これにより十分な揚力を翼が発生できなくなったため、405便は海へ墜落した。この事故の3年前にカナダで同じ原因で同型機が墜落する事故（オンタリオ航空1363便墜落事故）が起きていたが、教訓は十分に活かされていなかった。

## この事故を扱った作品
- メーデー!:航空機事故の真実と真相 第7シーズン第6話「COLD CASE」